# Terese Svoboda
Terese Svoboda est une poétesse, romancière, diariste, nouvelliste, librettiste, traductrice, biographe, critique et vidéaste américaine originaire du Nebraska.

## Biographie

### Formation
Ses études secondaires terminées, Svoboda s'inscrit au Manhattanville College (en), à l'université du Nebraska, au musée des beaux-arts de Montréal, à l'université d'Oxford, l'université Stanford, l'université du Colorado et à l'université de la Colombie-Britannique où elle obtient un baccalauréat en beaux-arts dans l'art du studio et l'écriture créative. L'université Columbia lui décerne un MFA.

### Carrière
Svoboda est l'auteur de cinq recueils de poésie, cinq romans, une novella et des histoires, un mémoire et un livre de traduction. L’opéra WET, dont elle a écrit le livret, a été donné en première au REDCAT (en) du Walt Disney Concert Hall de Los Angeles en 2005. Ses quatorze œuvres vidéo ont remporté de nombreux prix et sont distribuées dans le monde entier,. À propos de son travail, les critiques ont signalé son utilisation fréquente de l'humour pour aborder des sujets graves, son intérêt pour le fabulisme et son utilisation lyrique de la langue, en particulier dans son écriture poétique,. Ardente féministe non conventionnelle, elle écrit souvent sur les femmes du Midwest d'une manière qui a été qualifiée d'« exotique, sophistiquée et déchirante ». Elle s'est rendue au sud du Pacifique et au sud du Soudan pour le compte du Smithsonian's Anthropology Film Archive. Le Japon d'après-guerre sert de toile de fond pour son mémoire sur les exécutions de militaires américains par les autorités américaines. Deux livres sont prévus en 2015 : Radical Poet Lola Ridge (Schaffner Press, 2015) et When the Next Big War Blows Down the Valley: Poems Selected and New (Anhinga Press, 2015). Elle travaille à l'écrire d'un roman consacré à une petite Irlandaise qui émigre en Amérique dans les années 1860 lorsque les Irlandais étaient appelés « nègres blancs ».
Ses essais, critiques, fiction et poésies sont parus dans de nombreuses publications dont The New Yorker, Paris Review, le Chicago Tribune, Bomb, Ploughshares (en), the Atlantic, Narrative, One Story (en), American Poet, Poetry, le Times Literary Supplement, Tin House (en), The Yale Review, Slate et le New York Times.

## Sud du Soudan
Après avoir traduit les chants du peuple Nuer du Soudan du Sud à l'occasion d'une bourse PEN/Columbia, elle a fondé une bourse pour les élèves Nuer du secondaire dans le Nebraska. Elle a été productrice consultante pour The Quilted Conscience (« La conscience matelassée »), documentaire de PBS sur les filles du soudan du sud qui apprennent à matelasser avec des femmes du Nebraska.

## Prix et récompenses
- 1973 : Hannah del Vecchio Award in Playwriting
- 1974 : PEN/Columbia Translation Fellow
- 1978 : National Endowment for the Humanities grant in translation
- 1983 : Creative Artist Public Service fellow
- 1987 : Cecil Hemley Award, Poetry Society of America
- 1985 : Emily Dickinson Award, Poetry Society of America
- 1988 : Jerome Foundation Fellow
- 1990 : New York State Council for the Arts grant for video
- 1990 : Appleman Foundation grant for video
- 1990 : Iowa Poetry Prize
- 1994 : Bobst Prize and the Great Lakes Colleges Association New Writers Award
- 1998 : Walter E. Dakin Fellow in fiction, Sewanee Writing Conference
- 1998 : New York Foundation for the Arts fellowship
- 2000 : Margaret Sanger: A Public Nuisance, co-director/writer of a video selected by The Getty as one of the best two experimental biographies of the decade[10]
- 2003 : Prix Pushcart de l'essai
- 2005 : Appleman Foundation for WET libretto
- 2007 : Graywolf Nonfiction Prize
- 2008 : Best of Japan 2008 in the Japan Times for Black Glasses Like Clark Kent
- 2013 : Money for Women Barbara Deming Memorial Fund
- 2013 : Guggenheim Fellowship in fiction

Elle a été reçue en résidence à Yaddo, à la « Maison de la littérature » en Grèce, au « Centre d'études de Ligurie » à Bogliasco en Italie et au « Centre Bellagio » de la Fondation Rockefeller.

## Œuvre

### Art vidéo
Parmi les points saillants des travaux vidéo de Svoboda figurent l'exposition Exchange and Evolution dans le cadre de l'exposition Getty's Pacific Standard Time au RedCat, à l'Ars Electronica, sur PBS, au MoMA, à la WNYC, au L.A.C.E. (en), sur Lifestyle TV, à la Berlin Videofest, à l'Art Institute of Chicago, CalArts, au AFI, au Long Beach Museum of Art (en), aux New American Makers, Athens Film Festival, au Ohio Film Festival, à l'American Film Festival (en), l'Atlanta Film Festival (prix du réalisateur), aux L.A. Freewaves, aux Pacific Film Archives, au Columbus Film Festival et au Worldwide Video Festival. Elle a également été co-commissaire de Between Word and Image pour le musée d'art moderne et la Poets House (en), exposition qui s'est déplacée à Banff et au Northwest Film Center (en).

### Publications
- All Aberration (poésie)
- Laughing Africa (poésie), Iowa Prize in Poetry
- Mere Mortals (poésie)
- Treason (poésie)
- Weapons Grade (poésie)
- Cleaned the Crocodile's Teeth (traduction)
- Black Glasses Like Clark Kent (mémoire), prix de non fiction de Graywolf Press (en)
- Cannibal (roman), prix Bobst et prix de la première fiction de la Great Lakes Colleges Association
- A Drink Called Paradise (roman)
- Trailer Girl and Other Stories
- Tin God (roman) John Gardner Fiction book Award Finalist
- Pirate Talk or Mermalade (roman)
- Bohemian Girl (roman), Booklist Ten Best Westerns 2012
- Dogs Are Not Cats (poésie)

### Anthologies
- Best of the Web
- Writing Poems
- Logan House Anthology of 21st Century American Poetry
- The Extraordinary Tide: New Poetry by American Women
- Growing Ideas
- The Beacon Best
- An Introduction to Fiction, Poetry and Drama
- Contemporary Literary Criticism